# Lagidium viscacia
La vizcacha de la sierra, vizcacha montañera o viscaya (Lagidium viscacia) es una especie de roedor histricomorfo de la familia Chinchillidae, nativo de Sudamérica. Está emparentado con la vizcacha de las pampas (Lagostomus maximus) y las chinchillas.

## Distribución
Se encuentra en Cariamanga, Loja, Cerro el Ahuaca, en el sur del Ecuador, en el sur andino del Perú, en la región central de Bolivia, a lo largo de casi todo Chile y en la región occidental de Argentina.

## Etimología
Vizcacha es una palabra de origen quechua (wisk'acha).

## Características
Al igual que el resto de las vizcachas, tiene un pelaje grueso y suave, excepto en la cola, donde es duro. Su parte superior es amarilla o gris y la punta de la cola es negra. En general la vizcacha se asemeja a los conejos. Tiene orejas largas cubiertas de pelo, bordeadas con un flequillo de pelaje blanco. Todas las patas tienen cuatro dedos. La alimentación de la vizcacha es en base al ichu. Mide entre 60 cm y 80 cm.

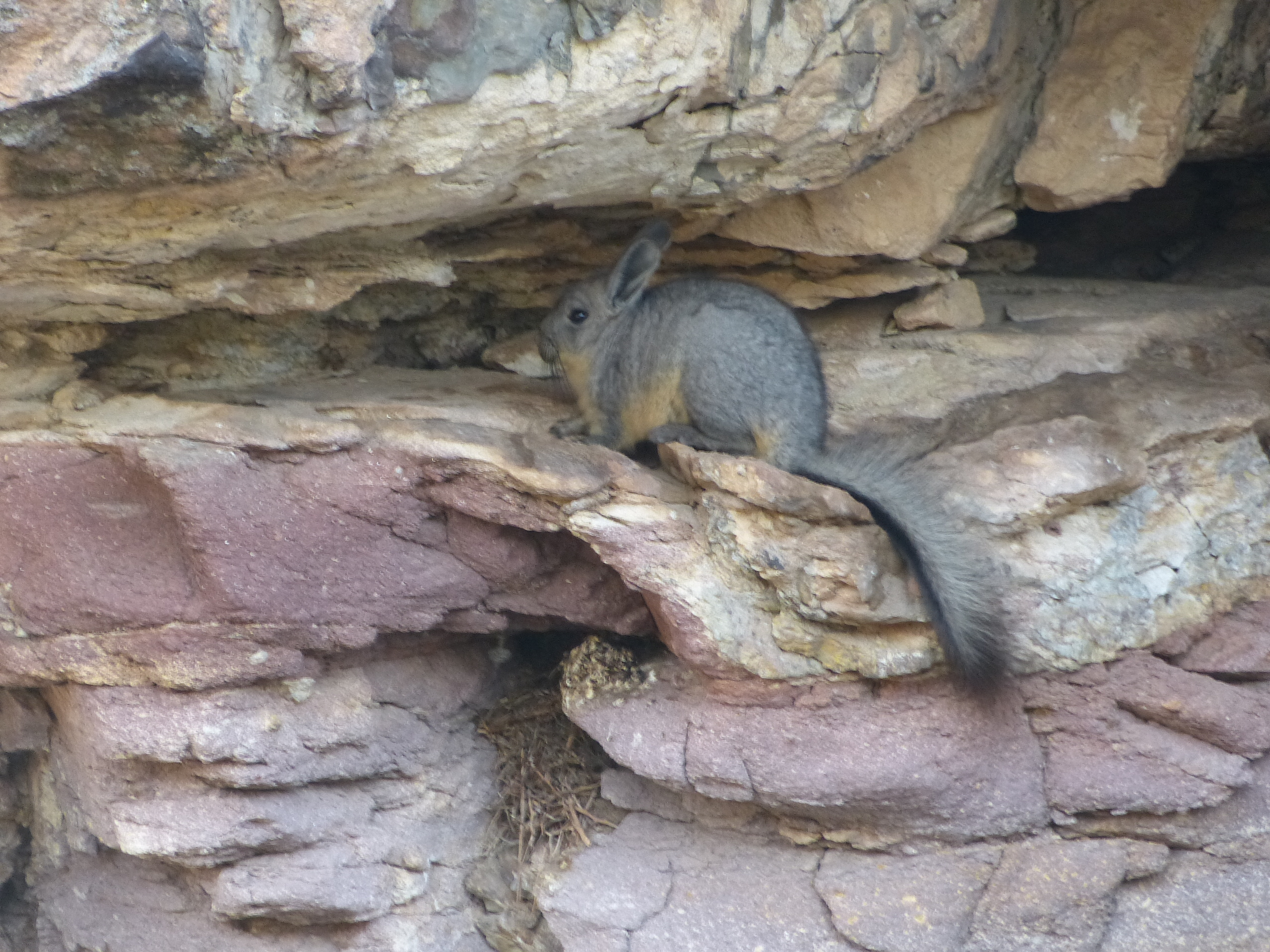
Chinchillón en San Rafael (Argentina), donde se nota un pelaje más oscuro

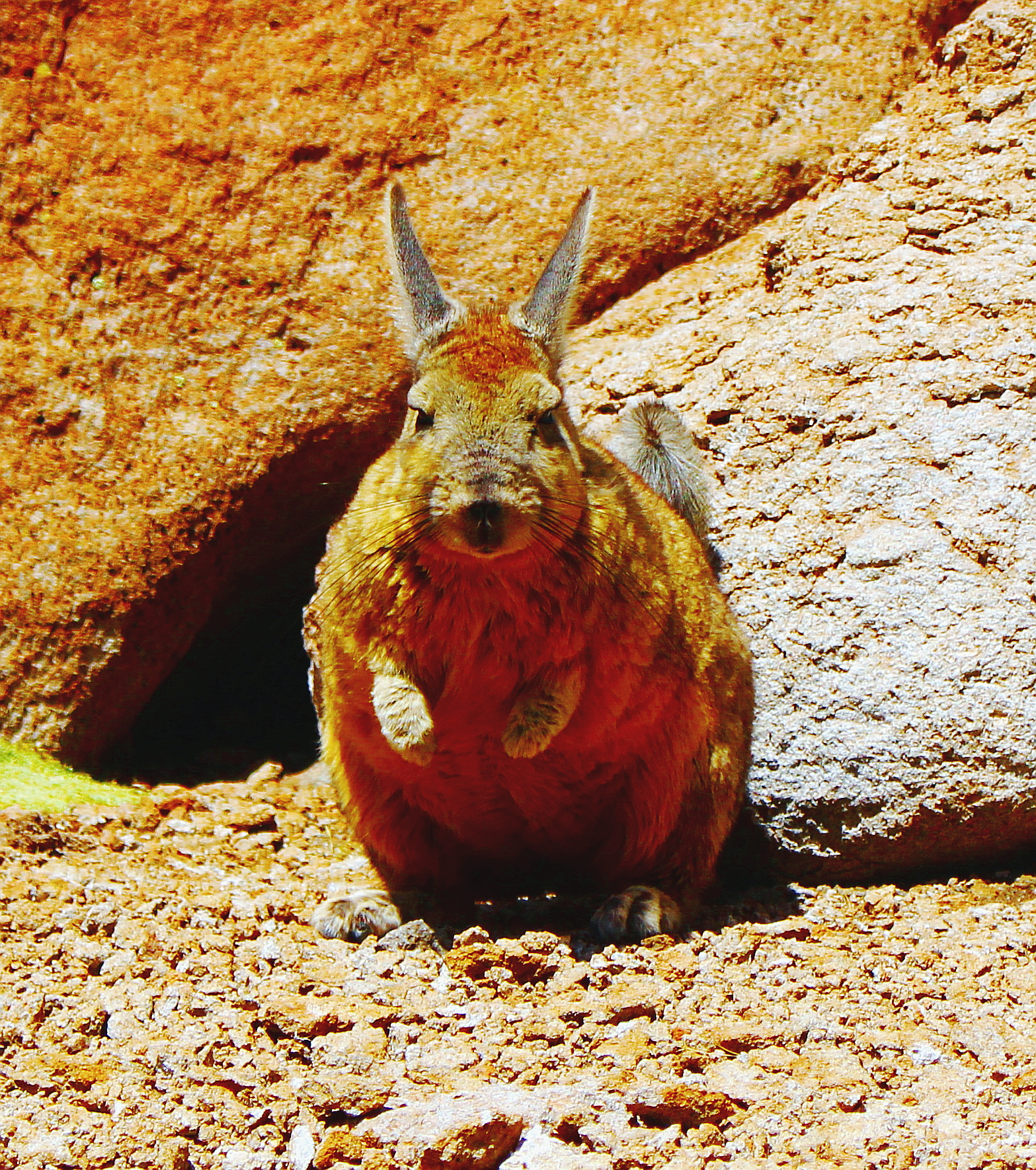
Vizcacha cerca del salar de Uyuni, 2017

## Historia natural
Las vizcachas montañeras viven en regiones rocosas agrestes con escasa vegetación. Tienen un periodo de gestación de 120 a 135 días.